# Thierry Graça
Thierry Ramos da Graça (Mindelo, 27 gennaio 1995) è un calciatore capoverdiano, portiere del Batuque e della nazionale capoverdiana.

## Carriera

### Nazionale
Il 12 ottobre 2018 ha esordito con la nazionale capoverdiana disputando l'incontro di qualificazione per la Coppa d'Africa 2019 contro la Tanzania.